# Zigmas Angarietis
Zigmas Angarietis, ursprünglicher Familienname Aleksa, (* 1882 im Dorf Obelupiai, Uesd Vilkaviškis, Russisches Kaiserreich, heute Litauen; † 22. Mai 1940 in Moskau) war ein litauischer Revolutionär.
Angarietis war Mitbegründer der KP Litauens, von Ende 1918 bis Anfang 1919 Minister für innere Angelegenheiten in der ersten Sowjetregierung Litauens. Während der Stalinschen Säuberungen wurde er 1938 verhaftet und zwei Jahre später in Moskau hingerichtet.